# شاهراه قره‌قروم

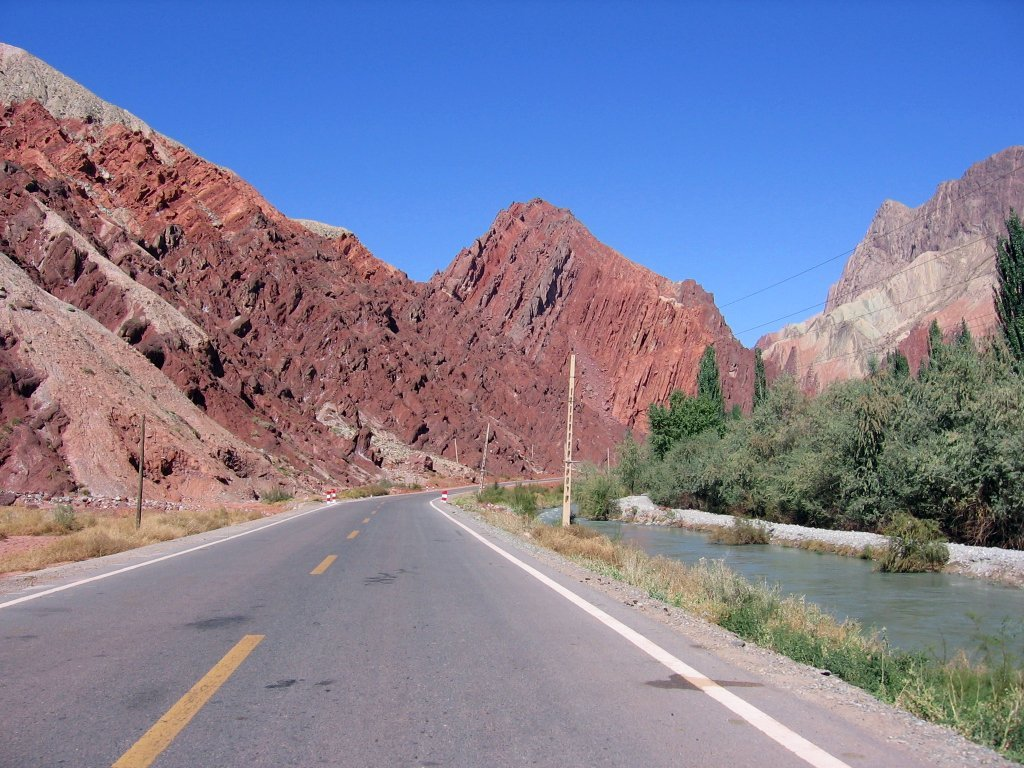
شاهراه قره‌قروم

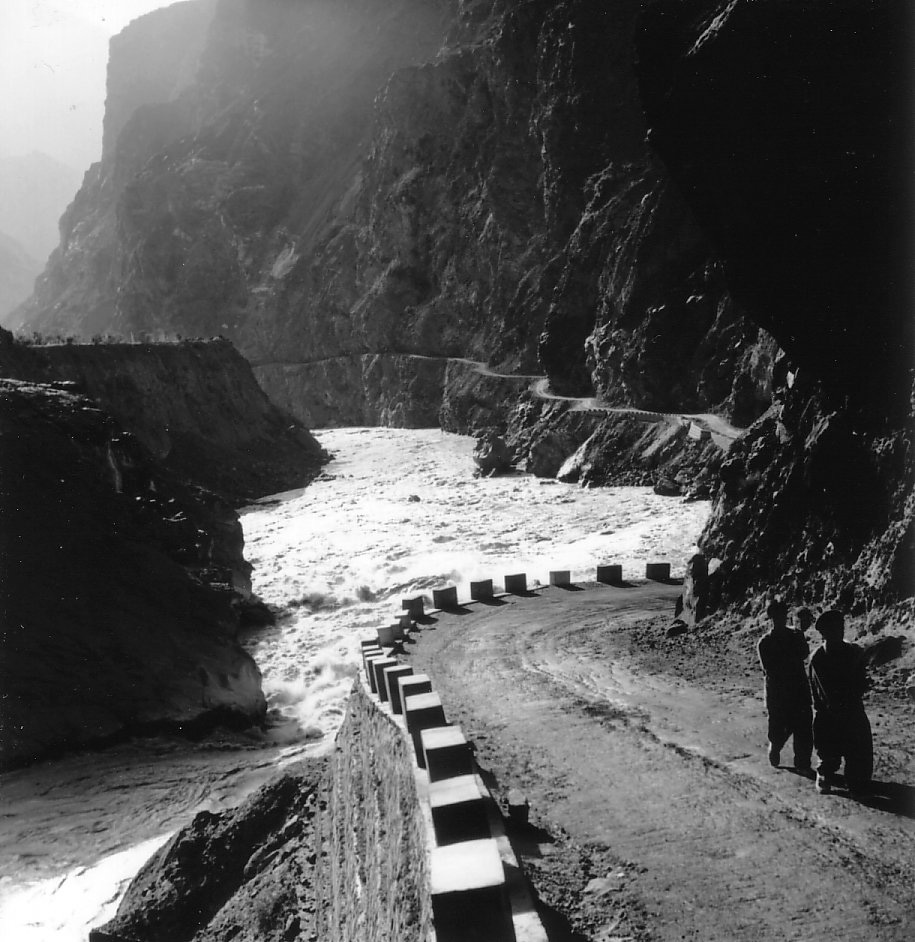
قراقروم مرتفع‌ترین جاده بین‌المللی دنیا در کنار رود سند

شاهراه قَره‌قُروم مرتفع‌ترین جاده سنگفرش شده بین‌المللی در جهان است. این شاهراه چین را از طریق رشته‌کوه قره‌قروم با گذر از دره گردنه خنجراب در ارتفاع ۴۶۹۳ متر به پاکستان متصل می‌کند.
نام قره‌قروم در زبان‌های ترکی آسیای میانه به معنی «ریگ سیاه» است.